# Saison 8 d'American Idol
Vous pouvez aider à l'améliorer ou bien discuter des problèmes sur sa page de discussion.
- Il n'est pas vérifiable et peut contenir des informations totalement erronées. Il est fortement conseillé aux contributeurs d'étayer son contenu par des sources fiables. Sans cela, sa suppression pourrait être envisagée. (si vous venez d'apposer le bandeau, veuillez cliquer sur ce lien pour créer la discussion et en afficher les indications). (Marqué depuis février 2025)
- Il peut contenir un travail inédit ou des déclarations non vérifiées. Vous pouvez l’améliorer en ajoutant des références. (Marqué depuis février 2025)

- Archive Wikiwix
- Bing
- Cairn
- DuckDuckGo
- E. Universalis
- Gallica
- Google
- G. Books
- G. News
- G. Scholar
- Persée
- Qwant
- (zh) Baidu
- (ru) Yandex
- (wd) trouver des œuvres sur Wikidata

Vous pouvez aider à l'améliorer ou bien discuter des problèmes sur sa page de discussion.
- Son admissibilité est à vérifier. Motif : manque de sources, de références, TI. Une référence mais elle est non conforme. Le principal est déjà dans l'article American Idol ; info doublonnant l'article principal. Saison ne se démarquant pas particulièrement.. Vous êtes invité à le compléter pour expliciter son admissibilité, en y apportant des sources secondaires de qualité. (Marqué depuis mars 2025)
- Son contenu est rédigé entièrement ou presque à partir d'une seule source. N'hésitez pas à modifier cet article pour améliorer sa vérifiabilité en apportant de nouvelles références dans des notes de bas de page. (Marqué depuis janvier 2024)
- Il ne s’appuie pas, ou pas assez, sur des sources secondaires ou tertiaires. (Marqué depuis janvier 2024)
- Son texte doit être wikifié : il ne correspond pas à la mise en forme Wikipédia (style, typographie, liens internes, liens entre les wikis, etc.). (Marqué depuis février 2025)

- Archive Wikiwix
- Bing
- Cairn
- DuckDuckGo
- E. Universalis
- Gallica
- Google
- G. Books
- G. News
- G. Scholar
- Persée
- Qwant
- (zh) Baidu
- (ru) Yandex
- (wd) trouver des œuvres sur Wikidata

La huitième saison d'American Idol s'est déroulée du 13 janvier 2009 au 20 mai 2009. 

## Description
Les juges, pendant cette saison, demeuraient Simon Cowell, Paula Abdul et Randy Jackson. À leurs côtés, il y avait Ryan Seacrest en tant qu'animateur. La saison a été présentée par Kara DioGuardi en tant que quatrième juge du panel Idol. C'était aussi la dernière saison de Paula Abdul en tant que juge. 
Kris Allen, originaire de Conway, dans l'Arkansas, a été annoncé vainqueur du concours le 20 mai 2009, en battant Adam Lambert, le second finaliste, après près de 100 millions de votes. C'était la deuxième saison où les deux finalistes avaient été parmi les trois ou les deux derniers au moins une fois avant la finale, la première étant la saison trois. 
La huitième saison a vu de nombreux changements dans le format du spectacle comparativement à la saison précédente. Il y avait 36 demi-finalistes au lieu de 24, et 13 finalistes au lieu de 12, neuf candidats choisis par le public et quatre par les juges lors d'un tour privilégié pour se prouver. Une autre nouveauté est la sauvegarde, qui a été utilisée lors des sept meilleurs résultats pour apposer son veto lors de l'élimination de Matt Giraud. 
Sept concurrents de cette saison ont signé avec des maisons de disques. Les artistes signés sont Kris Allen, qui a ensuite signé pour 19 Entertainment / Jive Records. Outre Allen, Adam Lambert, Danny Gokey, Allison Iraheta, Lil Rounds, Anoop Desai, Michael Sarver et Mickey Guyton[réf. non conforme].